# Гвинея-Бисау на летних Олимпийских играх 2004
Гвинея-Бисау принимала участие в Летних Олимпийских играх 2004 года в Афинах (Греция) в третий за свою историю, но не завоевала ни одной медали. Сборную страны представляли две женщины и один мужчина, участвовавшие в соревнованиях по вольной борьбе и лёгкой атлетике.

## Борьба
Спортсменов — 1
Вольный стиль
Женщины
| Спортсмен        | Категория | Групповой турнир                                       | 1/4 финала           | 1/2 финала           | Финалы               |
| Спортсмен        | Категория | Соперник и результат                                   | Соперник и результат | Соперник и результат | Соперник и результат |
| ---------------- | --------- | ------------------------------------------------------ | -------------------- | -------------------- | -------------------- |
| Леопольдина Росс | 48 кг     | Анжелика Бертене Пор 0:4 Цогтбазарин Энхъяргал Пор 0:4 | Не прошла            | Не прошла            | Не прошла            |

## Лёгкая атлетика
Спортсменов — 2
Мужчины
| Спортсмен        | Вид   | Забег     | Забег | Четвертьфинал | Четвертьфинал | Полуфинал | Полуфинал | Финал     | Финал     |
| Спортсмен        | Вид   | Результат | Место | Результат     | Место         | Результат | Место     | Результат | Место     |
| ---------------- | ----- | --------- | ----- | ------------- | ------------- | --------- | --------- | --------- | --------- |
| Денилсон Ричиули | 400 м | 49,27     | 8     | Не прошёл     | Не прошёл     | Не прошёл | Не прошёл | Не прошёл | Не прошёл |

Женщины
| Спортсмен   | Вид   | Забег           | Забег | Полуфинал | Полуфинал | Финал     | Финал     |
| Спортсмен   | Вид   | Результат       | Место | Результат | Место     | Результат | Место     |
| ----------- | ----- | --------------- | ----- | --------- | --------- | --------- | --------- |
| Анхель Капе | 800 м | не финишировала | -     | Не прошла | Не прошла | Не прошла | Не прошла |